# Jean-Philippe Méthélie
Jean-Philippe Méthélie, né le 15 septembre 1969 à Fort-de-France, est un ancien joueur français de basket-ball.

## Biographie

### Ses débuts
Jean-Philippe Méthélie commence le basket-ball en Martinique, à la Saint-Joseph. Ses qualités de basketteur lui valent d'aller en France, au Castres BC. Il y reste jusqu'en 1988. Jean Philippe Méthélie participe avec l'équipe de France aux qualifications pour l'Euro junior de 1988.

### Montpellier, de 1988 à 1993
En 1988, Jean-Philippe Méthélie rejoint Montpellier qui est alors en N1A. Peu à peu, Jean-Philippe Méthélie se fait un nom dans le championnat de France grâce notamment à son adresse dans l'exercice à trois-points. Entre-temps, en 1991, le Martiniquais participe au championnat du Monde militaire et devient champion du Monde avec les Bleus. Il reste jusqu'en 1993 à Montpellier.

### Olympique d'Antibes, de 1993 à 1996
Finalement, Jean-Philippe Méthélie part en direction de l'Olympique d'Antibes, entraîné alors par Jacques Monclar. Dès sa première saison à Antibes (1993-1994), il connaît le haut-niveau européen en participant à la coupe Korać. En 1995, Méthélie est champion de France à Pau sur le score de 80 à 81, à la suite d'un tir au buzzer de Michael Ray Richardson, l'ancienne star NBA des Nets du New Jersey. Antibes a le droit de participer à l'Euroligue. Par ailleurs, la saison 1995-1996 est l'une de ses meilleures saisons au niveau individuel en cumulant 10,2 points, 3,7 rebonds, 0,8 interception et 1,1 passe décisive en moyenne. En 1996, il part d'Antibes pour revêtir le maillot de Cholet Basket.

### Pitch Cholet de 1996 à 1998
Cholet peut compter sur Jean-Philippe Méthélie à l'aube de la saison 1996-1997. Il montre au cours de cette saison qu'il est non seulement un fantastique joueur d'équipe mais surtout un maître défensif. Cholet termine 6e et se qualifie pour la coupe Korać. La saison 1997-1998 est une très bonne saison pour Méthélie et les siens. Tout d'abord, Cholet finit à la troisième place du championnat de France avec un bilan comptable de 20 victoires contre 10 défaites. Enfin, Méthélie affiche 11,3 points, trois rebonds, deux passes décisives et 1,1 interception en moyenne par match. La même saison, il détient le meilleur pourcentage à trois-points avec 59,5 % (41 sur 72 tentés) dans l'exercice. Sa dernière prestation n'échappe pas aux dirigeants du Limoges CSP. En 1998, il connaît un nouveau club, le Limoges CSP.

### Limoges CSP de 1998 à 2004
Méthélie est donc recruté par le Limoges CSP. Jean-Philippe signe au CSP et s'engage dans la durée. La première saison au Limoges CSP n'est pas très bonne. Le Cercle Saint-Pierre n'atteint pas le top 3 du championnat et se positionne à la 7e position du championnat. En coupe Saporta, Limoges se fait éliminer en 16e de finale par Région Wallonne. C'est un échec. Méthélie ne fait pas une très bonne saison au sein d'un effectif sur-dimensionné pour la Pro A. Pour autant, la saison suivante (1999-2000) est d'un autre acabit.
En effet, Limoges fait une saison exceptionnelle tant sur le plan humain que sportif. En plein milieu de la saison 1999-2000, le CSP met au jour un passif conséquent accumulé depuis le début des années 1990. Les joueurs font des sacrifices financiers pour mouiller le maillot mythique du Limoges CSP. À tout moment, le club peut disparaître. Beaublanc et les joueurs du Cercle Saint-Pierre jouent alors chaque match comme si c'était leur dernier. Cette frénésie passionnelle décuple l'orgueil des joueurs qui parviennent donc à remporter la coupe Korać contre Malaga, puis la coupe de France contre le PSG Racing et enfin le championnat de France face à l'Asvel. Le CSP réalise le triplé. Méthélie et ses camarades rentrent dans l'histoire du Limoges CSP, cependant la sentence tombe, Limoges doit être relégué en Pro B sous la condition d'un budget encadré.
Méthélie est le seul, a re-signer parmi les joueurs du triplé de 2000. Il est désigné capitaine du Limoges CSP. La saison 2000-2001 n'est qu'une étape brève du CSP. Limoges remonte en Pro A sans trop de difficulté. Méthélie affiche encore une bonne ligne statistique en marquant plus de 10 points, en captant pratiquement 5 rebonds et distribuant quasiment 3 passes par match.
Les trois dernières saisons de Méthélie au sein du CSP ne sont pas de tout repos. Les jaunes et grenat de Limoges sont à la lutte au maintien tandis qu'en coulisse Limoges tente de rembourser sa dette. En 2004, Méthélie se blesse et Limoges est dernier (saison 2003-2004) et par ailleurs se voit refuser la descente en Pro B à cause des trop grands trous financiers du club. Finalement, Limoges est repêché en NM1 au lieu de la NM3 prévu initialement. Méthélie se retire de la vie professionnelle et s'installe en Martinique pour de bon.

## Palmarès
- 1991 : champion du monde militaire
- 1994-1995 : champion de France avec Antibes
- 1997-1998 : remporte la coupe de France avec Cholet
- 1999-2000 : Remporte la coupe Korać avec Limoges
- 1999-2000 : Remporte la coupe de France avec Limoges
- 1999-2000 : Champion de France avec Limoges
- 2000-2001 : Champion de France Pro B avec Limoges

## Distinction
- 1997-1998 : Meilleur tireur à trois-points de Pro A avec Cholet

## Sélections
- International junior en équipe de France
- International militaire en équipe de France

- 1988 : Participe aux qualifications pour l'Euro junior avec l'équipe de France
- 1991 : Participe au championnat du Monde militaire avec l'équipe de France